# 金马镇 (简阳市)
金马镇，是中华人民共和国四川省资阳市简阳市曾经下辖的一个镇。2019年12月，撤销金马镇、五合乡，将原金马镇和原五合乡所属行政区域划归云龙镇管辖。

## 行政区划
金马镇撤销前下辖以下地区：
翻身村、方井村、海棠村、红坝村、金马村、全胜村、玉泉村和桤木村。